# Lei (krans)

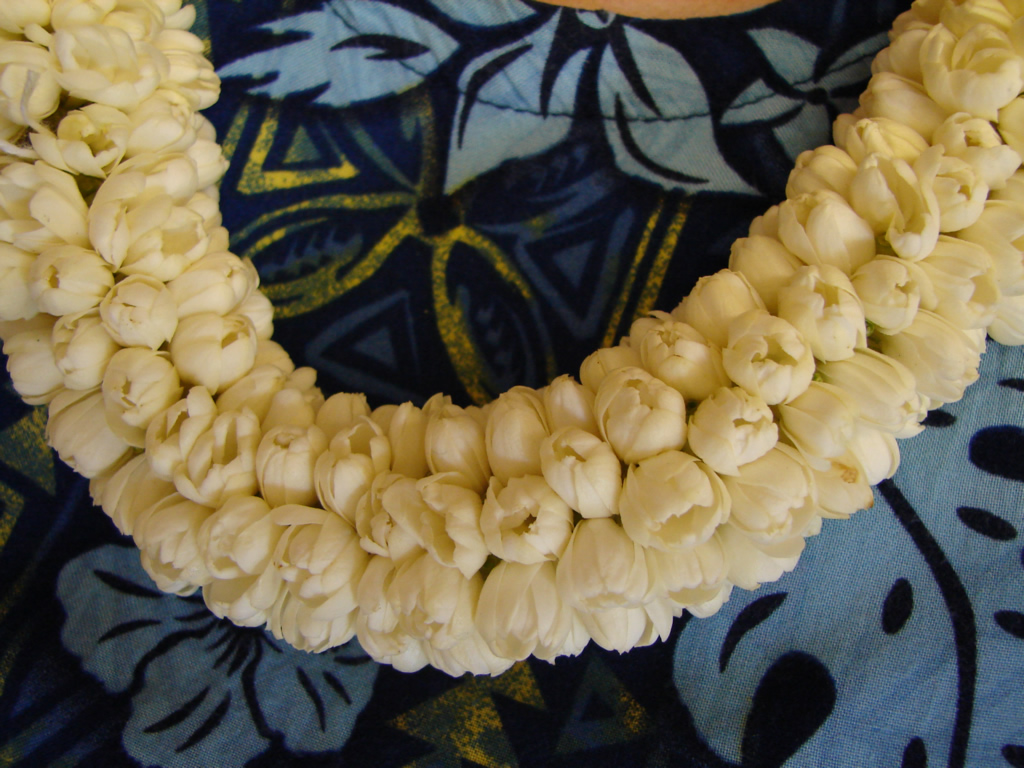
En lei med (jasmin)blommor.

Enligt traditionen behängs gäster på Hawaii med en eller flera lei. Den är en blomsterkrans vilken hängs över huvudet ned över bröstet. Orden i hawaiiska böjs inte enligt numerus vilket betyder att lei kan syfta till en eller flera kransar. På engelska kan man använda pluralis leis.

## Etikett
Det finns vissa regler gällande både givande och mottagande av lei. Först och främst, det är acceptabelt att ha lei när som helst och för vilket evenemang som helst. Eftersom lei är en symbol av tycke, kärlek, välkomnande eller uppskattning, är det oförskämd att tacka nej till en lei om man ges en. Man kan också köpa eller göra sin egen lei.
Man kan använda flera kransar samtidigt om man ges flera. En lei kan också används flera gånger. Om lei är gjord från blommor kan man förvara den i plastpåsen i ett kylskåp.